# Tercer Milenio (estación)
La estación sencilla Tercer Milenio hizo parte del sistema de transporte masivo de Bogotá, TransMilenio, inaugurado en el año 2000. Estuvo en funcionamiento hasta el 11 de abril de 2025, fecha en la que fue cerrada para llevar a cabo su demolición completa para iniciar las labores de construcción de una nueva estación, debido al paso del viaducto de la primera línea del metro de Bogotá.

## Ubicación
La estación estaba ubicada en el centro de la ciudad, más específicamente sobre la Avenida Caracas entre la Avenida de los Comuneros y la Diagonal 7 Bis.
Atenderá la demanda de los barrios La Estanzuela, Santa Inés, San Bernardo, Eduardo Santos y sus alrededores.
En las cercanías se encuentran, la sede principal de la Policía Metropolitana de Bogotá, el Parque Tercer Milenio y el Instituto Nacional de Medicina Legal y Ciencias Forenses.

## Origen del nombre
La estación recibe su nombre del Parque Tercer Milenio, ubicado en el costado oriental. Este parque es reconocido por ser el parque más grande de la zona centro de Bogotá así como por renovar un área antes deprimida, conocida como El Cartucho.

## Historia
Inició operaciones el 18 de diciembre de 2000 como parte de las primeras 21 estaciones del sistema TransMilenio puestas en funcionamiento, la estación sirvió como fin de la línea hacia el sur haciendo uso del retorno ubicado en la Avenida de los Comuneros con Avenida Caracas.

### Cierre temporal
En febrero de 2025 se anunció que la estación Tercer Milenio sería cerrada en su totalidad para ser demolida y así continuar con las obras correspondientes a la cimentación y construcción del viaducto de la línea 1 del Metro de Bogotá sobre el mismo corredor. El 12 de abril, se hizo efectivo el cierre total de la estación. El desarrollo del proyecto del metro contempla la construcción de los apoyos del viaducto, sobre el cual circularán los trenes del metro, y bajo el mismo funcionará la reconstruida estación Tercer Milenio.

## Servicios de la estación

### Servicios troncales
Servicios prestados hasta el 11 de abril de 2025
| Tipo                                            | Rutas al Norte | Rutas al Sur |
| ----------------------------------------------- | -------------- | ------------ |
| Ruta fácil                                      | 3 8            | 3 8          |
| Expresos todos los días todo el día             | C15            | H15          |
| Expresos lunes a sábado todo el día             | B13 B18        | H13 L18      |
| Expresos lunes a viernes hora pico de la mañana | J76            |              |
| Expresos lunes a viernes hora pico de la tarde  |                | H76          |

### Esquema
| ← Norte         |               |               |               |                 |
| Calle 9         | sin servicios | sin servicios | sin servicios | Calle 6         |
| En construcción | Vagón 3       | Vagón 2       | Vagón 1       | En construcción |
| Calle 9         | sin servicios | sin servicios | sin servicios | Calle 6         |
| Sur →           |               |               |               |                 |

### Servicios urbanos
Así mismo funcionan las siguientes rutas urbanas del SITP en los costados externos a la estación, circulando por los carriles de tráfico mixto sobre la Avenida Caracas, con posibilidad de trasbordo usando la tarjeta TuLlave:
| Código | Sector                  | Dirección            | Rutas   |
| ------ | ----------------------- | -------------------- | ------- |
| 063A00 | A Parque Tercer Milenio | Av. Calle 6 - KR 12A | 120G537 |
| 064A00 | A Barrio San Bernardo   | Av. Calle 6 - KR 12A | C80A537 |
| 043A00 | A Barrio La Estanzuela  | Av. Calle 6 - KR 15  | 120G537 |

## Ubicación geográfica
| Noroeste: F De La Sabana | Norte: A Avenida Jiménez | Nordeste: Santa Fe   |
| Oeste: E Ricaurte        |                          | Este: L Bicentenario |
| Suroeste: Los Mártires   | Sur: H Hospital          | Sureste: Santa Fe    |